# Intet nyt fra Vestfronten (film fra 1930)
 For alternative betydninger, se Intet nyt fra vestfronten (flertydig). (Se også artikler, som begynder med Intet nyt fra vestfronten)
Intet nyt fra Vestfronten (originaltitel: All Quiet on the Western Front) er en amerikansk krigsfilm fra 1930 baseret på Erich Maria Remarques roman af samme navn. Filmen blev instrueret af Lewis Milestone og havde blandt andre Louis Wolheim, Lew Ayres, John Wray, Arnold Lucy og Ben Alexander i hovedrollerne.
I 1990 blev filmen udvalgt til USAs Library of Congress' national filmregister, da den anses at være "kulturelt, historisk eller æstetisk bemærkelsesværdig". Filmen modtog en Oscar for bedste film og en Oscar for bedste instruktør.

## Plot
En gruppe tyske drenge lader sig rive med at stemningen i starten af 1. Verdenskrig og melder sig frivilligt. Til deres overraskelse er der intet heroisk ved krigen, kun lidelse, død og mudder overalt. Tilbage er kun kampen for ikke at blive skudt og samtidig forblive et menneske.

## Medvirkende (i udvalg)
| Skuespiller       | Rolle                  |
| ----------------- | ---------------------- |
| Richard Alexander | Westhus                |
| Ben Alexander     | Franz Kemmerich        |
| Lew Ayres         | Paul Bäumer            |
| William Bakewell  | Albert Kropp           |
| G. Pat Collins    | Løjtnant Bertinck      |
| Owen Davis, Jr.   | Peter                  |
| Russell Gleason   | Müller                 |
| Harold Goodwin    | Detering               |
| Scott Kolk        | Leer                   |
| Arnold Lucy       | Professor Kantorek     |
| Beryl Mercer      | Fru Bäumer - Pauls mor |
| Walter Rogers     | Behn                   |
| Slim Summerville  | Tjaden                 |
| Louis Wolheim     | Stanislaus Katczinsky  |
| John Wray         | Himmelstoss            |
| Edmund Breese     | Herr Meyer             |